# Anarita
Anarita (gr. Αναρίτα) – wieś w Republice Cypryjskiej, w dystrykcie Pafos. W 2011 roku liczyła 876 mieszkańców.
Miejscowość zachowała swój tradycyjny charakter. Wokół Anarity znaleźć można drzewa oliwne oraz hodowle cytryn. Obok wioski znajduje się malowniczo położone pole golfowe Secret Valley.